# جوزف روبنشتاین
جوزف «جو» روبنشتاین (به انگلیسی: Josef Rubinstein) (متولد ۵ ژوئن ۱۹۵۸) یک جوهرزن در زمینهٔ کتاب‌های کامیک آمریکایی است. وی بیشتر برای فعالیتش در انتشارات مارول کامیکس شناخته می‌شود.